# Museum Freihof (Haslach im Kinzigtal)

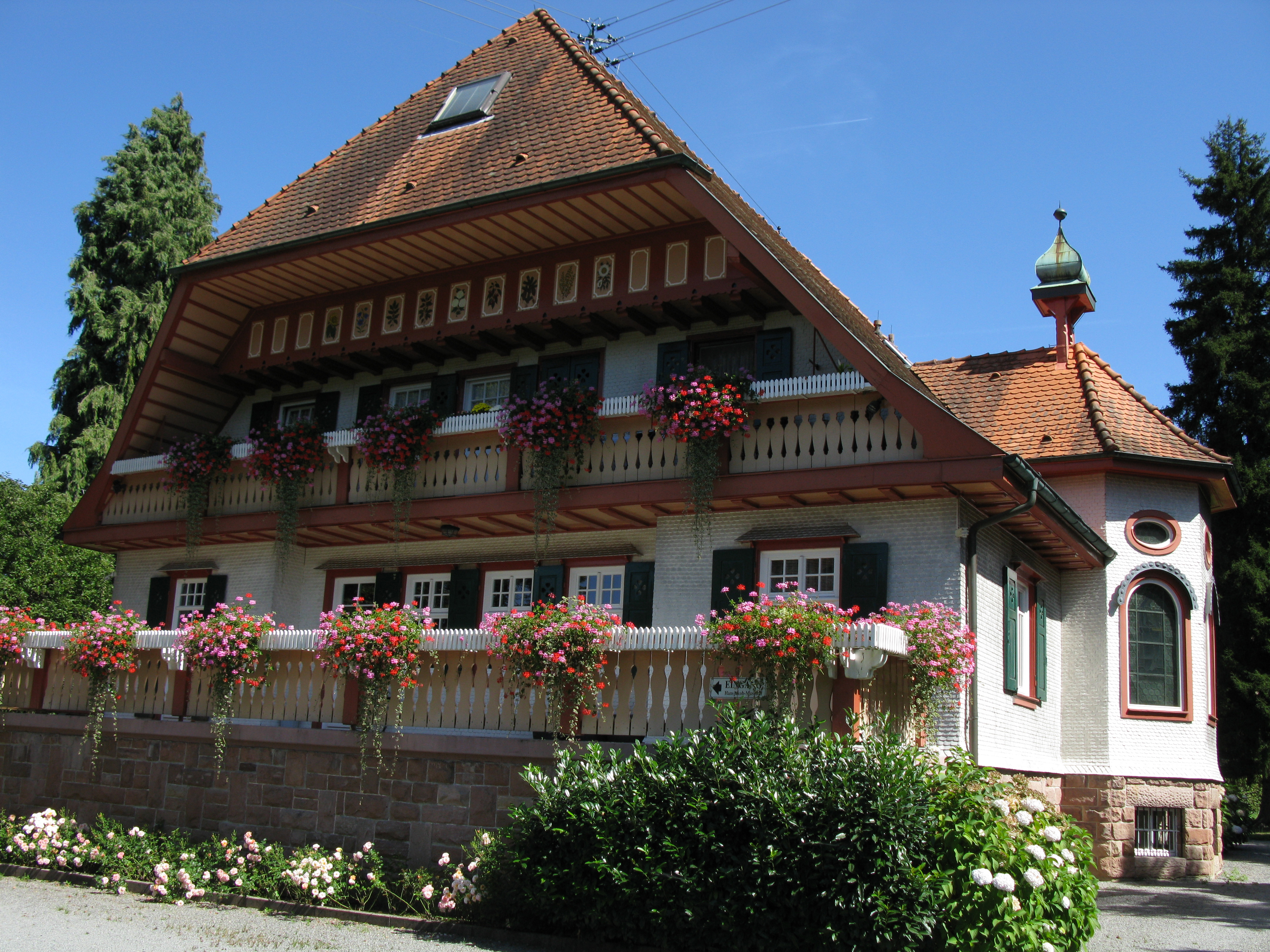
Der Freihof, heute Hansjakob-Museum in Haslach im Kinzigtal

Das Museum Freihof (Haslach im Kinzigtal) dokumentiert das Leben und Werk des Pfarrers, Politikers, Historikers, Heimatschriftstellers und Volkskundlers Heinrich Hansjakob (1837–1916) sowie des Malers Carl Sandhaas (1801–1859) und des Malers Otto Laible (1898–1962). Der Freihof in Haslach im Kinzigtal war von 1913 bis 1916 der Altersruhesitz von Heinrich Hansjakob.

## Geschichte des Freihofs
Heinrich Hansjakob ließ das Haus 1913 auf dem Grundstück mit Aussicht in Haslach erbauen, das er samt Haushälterin und Schwester Philippine nach seiner Pensionierung im selben Jahr bezog. Er lebte dort bis zu seinem Tode im Juni 1916, seine Schwester bis zu ihrem Tode im April 1925. Von 1926 bis 1963 diente der Freihof als Altenheim für die Vinzentinerinnen von Freiburg. Im Jahr 1964 erwarb die Stadt Haslach den Freihof. Zunächst wurde das Hansjakob-Archiv errichtet und im Jahr 1978 um weitere Hansjakob-Exponate erweitert.
Das 1980 um Werke von Carl Sandhaas und Otto Laible erweiterte Museum wurde 1998 neu gestaltet und zum August 2014 neu konzipiert.

## Anlage des Freihofs
Der Freihof wurde in Form eines Schwarzwaldhauses konzipiert. Er umfasst den Park, die Kapelle und Arbeits- und Wohn-Räume wie das Esszimmer.

## Die Ausstellungsthemen

### Hansjakob-Museum
Mehr als 70 Bücher wurden von Hansjakob veröffentlicht. Seine Bücher und Schriften schuf er als Politiker, Schriftsteller, Historiker und Beobachter der Menschen im 19. Jahrhundert. Seine Manuskripte und Briefe werden im Hansjakob-Archiv aufbewahrt.

### Maler Carl Sandhaas
Die Bilder von Sandhaas sind im 1. Geschoss ausgestellt. Er ist ein Vertreter der süddeutschen Romantik.

### Maler Otto Laible
Die Bilder von Otto Laible befinden sich im Dachgeschoss. Er ist ein Vertreter der badischen Sezession.